# Lady (Brotherhood of Man)
Lady is een single van Brotherhood of Man. Het is afkomstig van hun album Good things happening. Lady was een hit voor hun allergrootste in Nederland: Save all your kisses for me.Lady was hun eerste hit in Nederland (in totaal 9) en België. De Brotherhood of Man bestond uit Nicky Stevens, Sandra Stevens, Martin Lee en Lee Sheriden. Colin Frechter, die arrangementen voor bands als Mud (toen) en (veel later) Robbie Williams, verzorgde, koos hier voor een Electric Light Orchestra-achtige achtergrond. Anders dan de liedjes met een zoetsappige inhoud, gaat dit nummer over prostitutie (to buy your hospitality, house of shame, backstreetroom) en ze moet gered worden (I just got to set you free).
B-kant was Love’s bound to get you.

## Lijsten
In België haalde het plaats 14 in 4 weken notering.

### Nederlandse Top 40
| Hitnotering: week 33/1974 t/m 41/1974 | Hitnotering: week 33/1974 t/m 41/1974 | Hitnotering: week 33/1974 t/m 41/1974 | Hitnotering: week 33/1974 t/m 41/1974 | Hitnotering: week 33/1974 t/m 41/1974 | Hitnotering: week 33/1974 t/m 41/1974 | Hitnotering: week 33/1974 t/m 41/1974 | Hitnotering: week 33/1974 t/m 41/1974 | Hitnotering: week 33/1974 t/m 41/1974 | Hitnotering: week 33/1974 t/m 41/1974 | Hitnotering: week 33/1974 t/m 41/1974 |
| Week:                                 | 1                                     | 2                                     | 3                                     | 4                                     | 5                                     | 6                                     | 7                                     | 8                                     | 9                                     |                                       |
| ------------------------------------- | ------------------------------------- | ------------------------------------- | ------------------------------------- | ------------------------------------- | ------------------------------------- | ------------------------------------- | ------------------------------------- | ------------------------------------- | ------------------------------------- | ------------------------------------- |
| Positie:                              | 34                                    | 26                                    | 23                                    | 22                                    | 24                                    | 22                                    | 25                                    | 36                                    | 38                                    | uit                                   |

### NederlandseNationale Hitparade
| Hitnotering: 17-8-1974 t/m 4-10-1974 | Hitnotering: 17-8-1974 t/m 4-10-1974 | Hitnotering: 17-8-1974 t/m 4-10-1974 | Hitnotering: 17-8-1974 t/m 4-10-1974 | Hitnotering: 17-8-1974 t/m 4-10-1974 | Hitnotering: 17-8-1974 t/m 4-10-1974 | Hitnotering: 17-8-1974 t/m 4-10-1974 | Hitnotering: 17-8-1974 t/m 4-10-1974 | Hitnotering: 17-8-1974 t/m 4-10-1974 |
| Week:                                | 1                                    | 2                                    | 3                                    | 4                                    | 5                                    | 6                                    | 7                                    |                                      |
| ------------------------------------ | ------------------------------------ | ------------------------------------ | ------------------------------------ | ------------------------------------ | ------------------------------------ | ------------------------------------ | ------------------------------------ | ------------------------------------ |
| Positie:                             | 27                                   | 27                                   | 21                                   | 14                                   | 16                                   | 17                                   | 20                                   | uit                                  |